# Little (chanteuse)
 (juin 2008).
Si vous disposez d'ouvrages ou d'articles de référence ou si vous connaissez des sites web de qualité traitant du thème abordé ici, merci de compléter l'article en donnant les références utiles à sa vérifiabilité et en les liant à la section « Notes et références ».
Pour les articles homonymes, voir Little et Nguyễn.
Little est le nom de scène de la chanteuse (auteur-compositeur-interprète) française Aurélie Nguyen, d’origine vietnamienne.

## Biographie
Son pseudonyme, Little, qui signifie « petit(e) » en anglais, lui a été donné en raison de sa petite taille, 1,58 m, et du « petit monde » qu’elle s’est bâti[réf. nécessaire].
Adolescente, elle s’intéresse plutôt au dessin ou à l'écriture. 
En écoutant les tubes de jeunes chanteuses anglo-saxonnes telles qu'Avril Lavigne, Michelle Branch, Jewel ou Lene Marlin à la radio, lui vient l'envie de chanter : elle s’empare d'une guitare qui appartenait à son grand frère et colle quelques accords sur ses ébauches de textes, ainsi naitront des chansons qu'elle fera découvrir à son entourage, puis, à la suite de leurs encouragements, sur MySpace où Chanson de filles devient rapidement populaire[réf. nécessaire].
Un producteur la contacte et produit Rose bonbon, son premier EP.
Un concours de remix à partir des démos guitare-chant de deux chansons, Les bouts de moi et Chanson de filles, est lancé en parallèle sur MySpace. Elle en recevra plus de 200, absolument variées et parfois loufoques (rasta, metal, jazz, techno, symphonique, etc.)[réf. nécessaire].
Souhaitant délaisser le son folk acoustique qu’elle avait adopté pour des raisons de moyens, elle souhaite se tourner vers un son plus pop, ce que lui permet sa rencontre avec l’arrangeur et réalisateur Ludovic Bource (Ludo), qui a notamment travaillé sur la BO du film OSS 117 : Le Caire, nid d'espions et deux albums d’Alain Bashung.
Elle sort alors, à 21 ans, son premier album éponyme, Little, le 7 avril 2008, composé de 11 titres, sur le label Source-etc, celui de notamment Yelle, Rose et Naast. Elle affronte la scène, contactée pour faire les premières parties de Renan Luce, Sébastien Tellier et La Grande Sophie. 
Le 20 mars 2008 elle a chanté Je veux des violons dans Taratata (n°264, diffusé le 18 avril), puis (dans le n°268) Young Folks (une reprise de Peter Bjorn and John) en duo avec The Kooks.
Le 1er octobre 2012 est sorti le clip de son nouveau titre intitulé Mes Cheveux.

## Discographie

### Singles
- 2008 : Je veux des violons
- 2012 : Mes Cheveux